# Оськин, Дмитрий Порфирьевич
Дмитрий Порфирьевич Оськин (1892—1934) — советский военачальник, командующий войсками Заволжского военного округа.

## Биография
Родился в русской крестьянской семье. Образование получил в учительской семинарии экстерном, самостоятельно подготовился и отлично сдал экзамены на звание учителя народной школы. В ноябре 1913 поступил в Псковский 11-й пехотный полк. Участник I Мировой войны, воевал на Юго-Западном, Северо-Западном, Румынском фронтах. В боях был ранен 17 июля 1915 в деревне Хреново. Младший офицер 10-й роты, временно исполняющий должность начальника сапёрной команды с ноября до декабря 1916 и начальник комендантской команды с декабря 1916 до июля 1917, в посёлке Лопушаны, при своём полке в 3-й пехотной дивизии. Избирался членом полкового комитета, председателем дивизионного Совета крестьянских депутатов, членом ЦИК Совета крестьянских депутатов Румынского фронта после марта 1917. 18 июля 1917 легко ранен в голову при бомбардировке железнодорожной станции Волочиск аэропланами австро-венгерской армии. 29 августа 1917 вместе с комитетом поддержал Временное правительство во время Корниловского мятежа. С 1917 был членом партии левых эсеров, однако после левоэсеровского мятежа, с июня 1918 член РКП(б).
С 1918 в Красной армии, участник Гражданской войны на Южном, Юго-Восточном и Кавказском фронтах. Ответственный по организации и формированию частей и учреждений РККА в Тульской и Калужской губерниях, командир 2-го Тульского Советского полка. В 1918 заместитель военкома, затем военный комиссар Тульской губернии, член Военного совета, комендант тульского укреплённого района, организатор обороны Тулы от войск А. И. Деникина. В конце 1919 года был назначен командующим второй (особой) армии, позднее — Приволжским военным округом. С июля до сентября 1921 командовал войсками Заволжского военного округа. Служил начальником снабжений РККА и РККФ.
Помощник, в октябре-ноябре 1923 исполняющий обязанности главного начальника снабжений РККА и военком главного управления снабжений РККА с мая 1923. Утверждён в должности начальника в феврале 1924, но уже в апреле становится заместителем начальника. С февраля 1925 опять начальник снабжений РККА и РККФ, одновременно член Совета по подготовке РККА, член временного Центрального совета ВНО СССР, председатель редакционно-издательской комиссии издательства «Война и техника», член постоянного военного совещания при РВС СССР. Состоящий для особо важных поручений при РВС СССР с января 1927. Начальник мобилизационного управления и член коллегии народного комиссариата торговли СССР с мая 1928. 2-й заместитель начальника мобилизационного управления ВСНХ СССР 5 марта 1930. Умер в Москве, похоронен на Новодевичьем кладбище.

### Звания
- унтер-офицер (в 1914);
- младший унтер-офицер;
- старший унтер-офицер (в 1915);
- фельдфебель (в 1915);
- прапорщик (14 июля 1915);
- поручик;
- штабс-капитан.

### Награды
Награждён Георгиевскими крестами 1-й (№ 1132, в 1915), 2-й (№ 2419, 21 февраля 1915) и 4-й (№ 128841, в 1914) степеней, Георгиевскими медалями 1-й (№ 4189) и 2-й (№ 10244) степеней.

## Публикации
- Хозяйственная работа 2-й Особой армии / Д. Оськин. — М. : Гос. воен. изд-во, 1926. — 110 с. : табл., диагр.; 23 см. — (Воен.-ист. б-ка / Штаб РККА. Упр. по исслед. и использованию опыта войн ; Вып.8).
- Снабженческие проблемы (Цели, задачи и пути режима экономии в Р.-К.К.А.). — Москва: Война и техника, 1927. — 162 с., 1 вклад. л. диагр.: схем. ; 23х15 см.
- Задачи и перспективы лесной промышленности. — Ленинград : журн. «Лесное хоз-во и лесная пром-сть», 1928. — 182 с. ; 23х15 см см.
- Пятилетний план работ 1928/29-1932/33 Всесоюзного научно-исследовательского института древесины / Приготовлено к печати Д. П. Оськиным… — Москва ; Ленинград : Б. и., 1929 (Ленинград : гос. тип. изд-ва «Ленингр. правда»). — 119 с. ; 23 см.
- В тылу у белых. Рассказ : С 8 рис. / Д. Оськин. — Москва; Ленинград: Гос. изд-во. Отд. воен. литературы, 1929 (Москва: тип. «Красный пролетарий»). — 48 с. : ил. ; 17 см. — (СССР. Библиотека красноармейца).
- Записки солдата / Д. Оськин. — Москва: Федерация, 1929. — 334 с., 18 см. Предисловие: Б. Зорин.
- Записки прапорщика / Д. Оськин. — Москва: Федерация, 1931. — 349 с.; 21 см.
- Записки военкома / Дм. Оськин. — Москва: Федерация, 1931. — 277 с.; 18 см.
- Система и организация снабжения на водном транспорте / Д. Оськин; Наркомвод. — Москва: Огиз — Гострансиздат, 1931. — 80 с.; 22 см.